# أسبيليني (أسطورة)
أسبيليني (بالإنجليزية: Aspelenie)‏ كانت أسبيليني في ليتوانيا قبل المسيحية تكرم باعتبارها ربة المنزل والموقد. وتتخذ شكل أفعى صديقة.